# Główczyn (województwo wielkopolskie)
Główczyn – wieś w Polsce, w województwie wielkopolskim, w powiecie kaliskim, w gminie Szczytniki.
W latach 1975–1998 miejscowość administracyjnie należała do województwa kaliskiego.
W 1876 w Główczynie urodziła się Maria Koszutska.